# Oslerus rostratus
Oslerus rostratus (Syn. Anafilaroides rostratus, Filaroides rostratus) ist ein in der Lunge von Katzen parasitierender Fadenwurm. Er kommt in Nordamerika, Sri Lanka, den Inseln im Pazifik, in Südeuropa und im Mittleren Osten vor.

## Merkmale
Adulte Männchen sind 28 bis 37 mm lang, Weibchen 48 bis 64 mm. Die Vulva der Weibchen liegt unmittelbar vor dem Anus. Die Larven sind 220 bis 350 µm lang. Sie können mit denen von Aelurostrongylus abstrusus verwechselt werden, Mischinfektionen mit beiden Lungenwürmern kommen im Verbreitungsgebiet von Oslerus rostratus vor. Aelurostrongylus-abstrusus-Larven sind mit 360 bis 400 µm allerdings länger. Die Larven von Oslerus rostratus können, im Gegensatz zu Aelurostrongylus abstrusus oder Troglostrongylus brevior, nicht mit dem Larvenauswanderungsverfahren nachgewiesen werden, da sie nicht ins Wasser wandern.
Oslerus rostratus hat einen heteroxenen Entwicklungszyklus. Die Weibchen sind ovovivipar. Die in der Luftröhre schlüpfenden Larven werden hochgehustet und abgeschluckt, so dass sie mit dem Kot in die Außenwelt gelangen. Hier werden sie von Landschnecken aufgenommen. Die Ansteckung von Katzen erfolgt entweder durch Aufnahme des Zwischenwirts Schnecke oder indirekt über Stapelwirte wie Nagetiere und Vögel.